# Melchior Neusidler
Melchior Neusidler, conosciuto anche come Neusiedler, Neysidler o Newsidler (Norimberga, 1531 – Augusta, 1591), è stato un liutista tedesco.

## Biografia
Melchior Neusidler nacque a Norimberga nel 1531 in una famiglia di liutisti che probabilmente prende il nome dal lago di Neusidl. Era il figlio maggiore del compositore Hans Neusidler. Crebbe nella casa paterna a Zotemberg insieme ad altri 13 fratelli. Anche suo fratello minore Conrad fu un liutista e compose alcune opere per tale strumento. Il giovane Melchior imparò a suonare con ogni probabilità dal padre e pubblicò alcuni libri di intavolature per liuto. Probabilmente apprese l'arte della polifonia dal teorico musicale Sebald Heyden, poeta sacro, cantore e primo rettore luterano della scuola di San Sebaldo a Norimberga. Si stabilì ad Augusta intorno al 1552 e rinunciò alla cittadinanza di Norimberga nel dicembre dello stesso anno; ben presto divenne una figura rispettata nella scena musicale di Augusta e intrattenne stretti rapporti con l'importante casato dei Fugger. Le sue intavolature per liuto appaiono più raffinate di quelle del padre e influenzate dallo stile italiano. In totale i brani per liuto pervenuti tramite manoscritti e libri vari sono circa 250 e testimoniano un'alta padronanza della tecnica del liuto rinascimentale da parte del compositore, incluse le composizioni nei registri più alti dello strumento. Si può quindi presumere che Melchior Neusidler fosse uno dei migliori liutisti europei dell'epoca. Cercò invano un impiego fisso in diverse corti europee, tra cui ad Heidelberg, presso la corte palatina di Dorotea di Danimarca, in cui nel 1574 fece domanda per la successione del liutista Sebastian Ochsenkun.
Si sposò due volte. Fu messo in secondo piano presso i Fugger dal più giovane compositore Hans Leo Hassler e morì in povertà nel 1591, già indebolito da anni a causa di una malattia infiammatoria articolare lasciando tre figli piccoli della cui istruzione si fece carico il fratello Conrad.